# Бернские Альпы
Бе́рнские А́льпы (нем. Berner Alpen, фр. Alpes bernoises) — горы, часть Западных Альп на территории Швейцарии (главным образом кантон Берн, а также кантоны Во, Фрибур, Вале, Люцерн, Ури, Нидвальден).
Бернские Альпы отделены от Пеннинских Альп (на юге) долиной реки Рона, от Лепонтинских Альп (на юго-востоке) — долиной реки Рона и перевалами Фурка и Сен-Готард, от Гларнских Альп (на востоке) — долиной реки Ройс. Северная граница проходит приблизительно по линии между Женевским и Фирвальдштетским (Люцерн) озёрами.

## Расположение

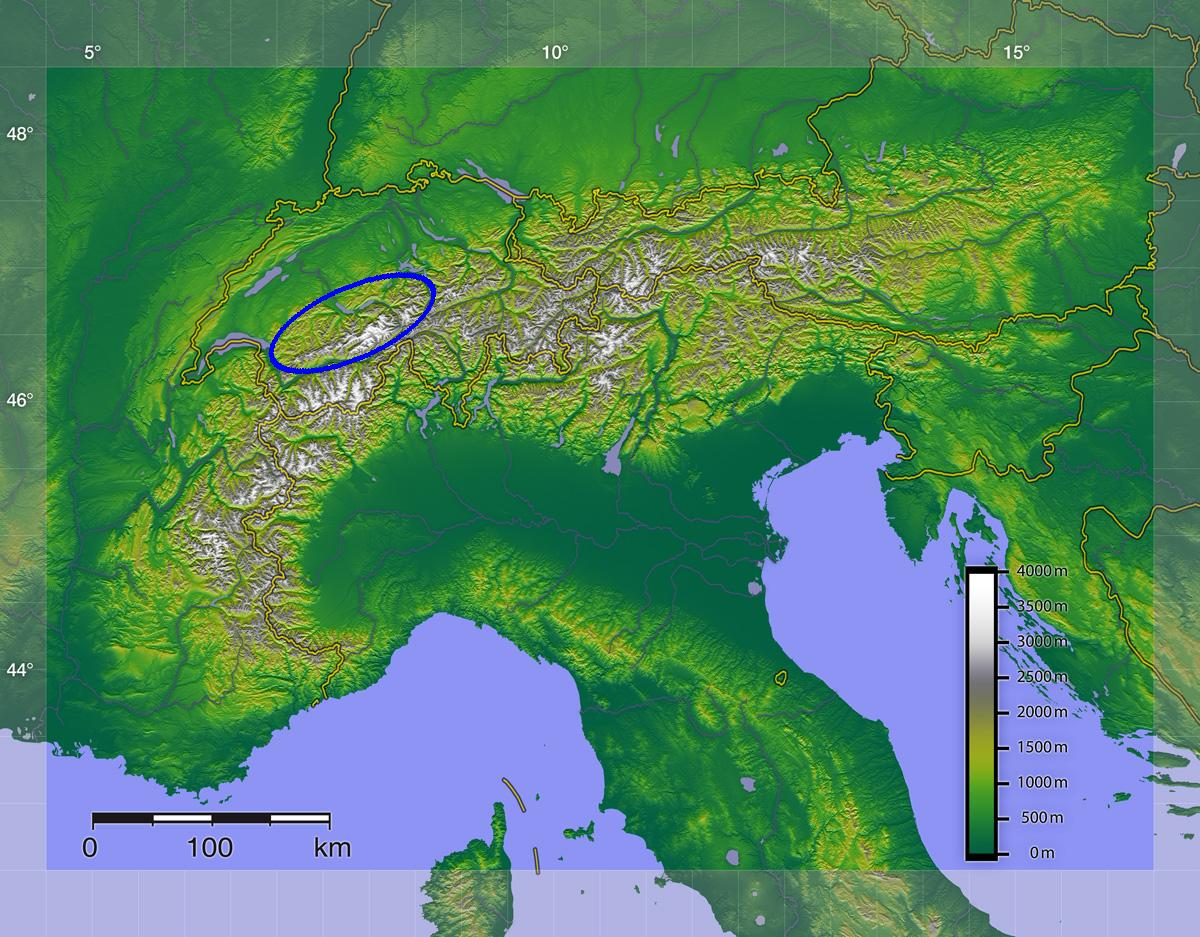
Бернские Альпы

Один из самых выдающихся альпийских хребтов, Бернские Альпы простираются от ущелья Сен-Морис, через которое Рона проходит к Женевскому озеру, до перевала Гримзель или, в зависимости от определения, до реки Ройс (включая Урийские Альпы). Главный хребет, цепь, которая тянется на 100 километров с запада (Дент-де-Моркл) на восток (Сидельхорн), самая высокая вершина которого — Финстераархорн, образует водораздел между кантонами Берн и Вале. За исключением самой западной части, это также водораздел между Рейном (впадает в Северное море) и Роной (впадает в Средиземное море). Эта цепь не сосредоточена внутри хребта, но расположена на расстоянии от 10 до 15 км от Роны на юге. В этом большая разница между югом, где боковые короткие долины резко спускаются в глубокую траншею, формирующую долину Роны, и севером, где Бернские Альпы простираются через большую часть кантона Берн (Бернский Оберланд), поворачивая на запад в кантоны Во и Фрибург. Там горы постепенно понижаются, переходя в холмистое Швейцарском плато.
Ряд источников определяет зону к северо-востоку от реки Аре как самостоятельный район «Альпы Ури».
Главная цепь к западу от перевала Гемми состоит в основном из нескольких крупных выдающихся вершин (таких как Уайлдхорн) чуть выше 3000 метров, обычно покрытых ледниками. В восточной части главная цепь резко расширяется, и вершины достигают более 4000 метров, в самой оледенелой части Альп.
Характерной чертой рельефа Бернских Альп является то, что в то время как западную часть этой цепи составляет один ряд вершин со сравнительно короткими выступающими упорами, более высокая группа представляет собой ряд продольных хребтов, параллельных оси главной цепи и отделенных друг от друга глубокими долинами, образующими каналы больших ледников. Таким образом, ледник Чингель и ледник Кандер отделяют часть Главного хребта, лежащего между перевалами Гемми и Миттагорн, от столь же высокого параллельного хребта Долденхорн и Блюмлисальп на его северной стороне. На юге та же часть Главного хребта отделена от ещё более высокого параллельного хребта, вершинами которого являются Алечхорн и Бичхорн, Лётченталем и Лёченлюке. Далее следует глубокая впадина, по которой нижняя часть ледника Алеч спускается к Роне, окруженная небольшим хребтом, который достигает своей максимальной высоты у Эггисхорна.
Только в Центральной и восточной частях хребта появляются кристаллические породы; западная часть сложена почти исключительно осадочными отложениями, а вторичные хребты, протянувшиеся через Берн и прилегающие кантоны, образованы юрскими, меловыми или эоценовыми слоями.

## Альпинизм и туризм
Как сообщает Джон Болл в своей работе «The Alpine guide, Central Alps» (1866), красота пейзажа и удобства, предлагаемые путешественникам в связи с продолжением горных железных дорог, делают северную часть хребта, Бернский Оберланд, одной из самых посещаемых туристами частей Альп. С тех пор, как путешественники впервые начали посещать Альпы, стали известны имена Гриндельвальда, Лаутербруннена и Интерлакена. Но в отличие от многих других альпийских регионов, которые оставлены для исследования зарубежных гостей, этот регион с давних пор вызывал интерес швейцарских путешественников и ученых. Среди них были братья Мейер Аарау и Франц Иосиф Хуги. Они исследовали большинство горных хребтов, к которым не так сложно добраться, и поднялись на большинство более высоких вершин. В 1841 году Луи Агассис с несколькими друзьями-учеными основал временную станцию на леднике Унтераар и, наряду с научными наблюдениями за ледниками, начал серию экспедиций. За работами Десора и Готлиба Штудеров последовали несколько других публикаций, свидетельствующих о деятельности швейцарских альпинистов. Несмотря на активность своих предшественников, члены Английского альпийского клуба нашли простор для покорения новых вершин, среди которых можно назвать первые восхождения на Алечхорн и Шрекхорн, а также ещё более трудные попытки пересечь хребет через перевалы, такие как Юнгфрауйох и Эйгерйох, которые считаются одними из самых сложных в Альпах. 
Вершины выше 4000 м:
- Финстерархорн (4274 м)
- Алечхорн (4193 м)
- Юнгфрау (4158 м)
- Мёнх (4107 м)
- Шрекхорн (4080 м)
- Грос-Фишерхорн (4049 м)
- Лаутерархорн (4042 м)
- Грос-Грюнхорн (4043 м)
- Хинтер-Фишерхорн (4025 м)

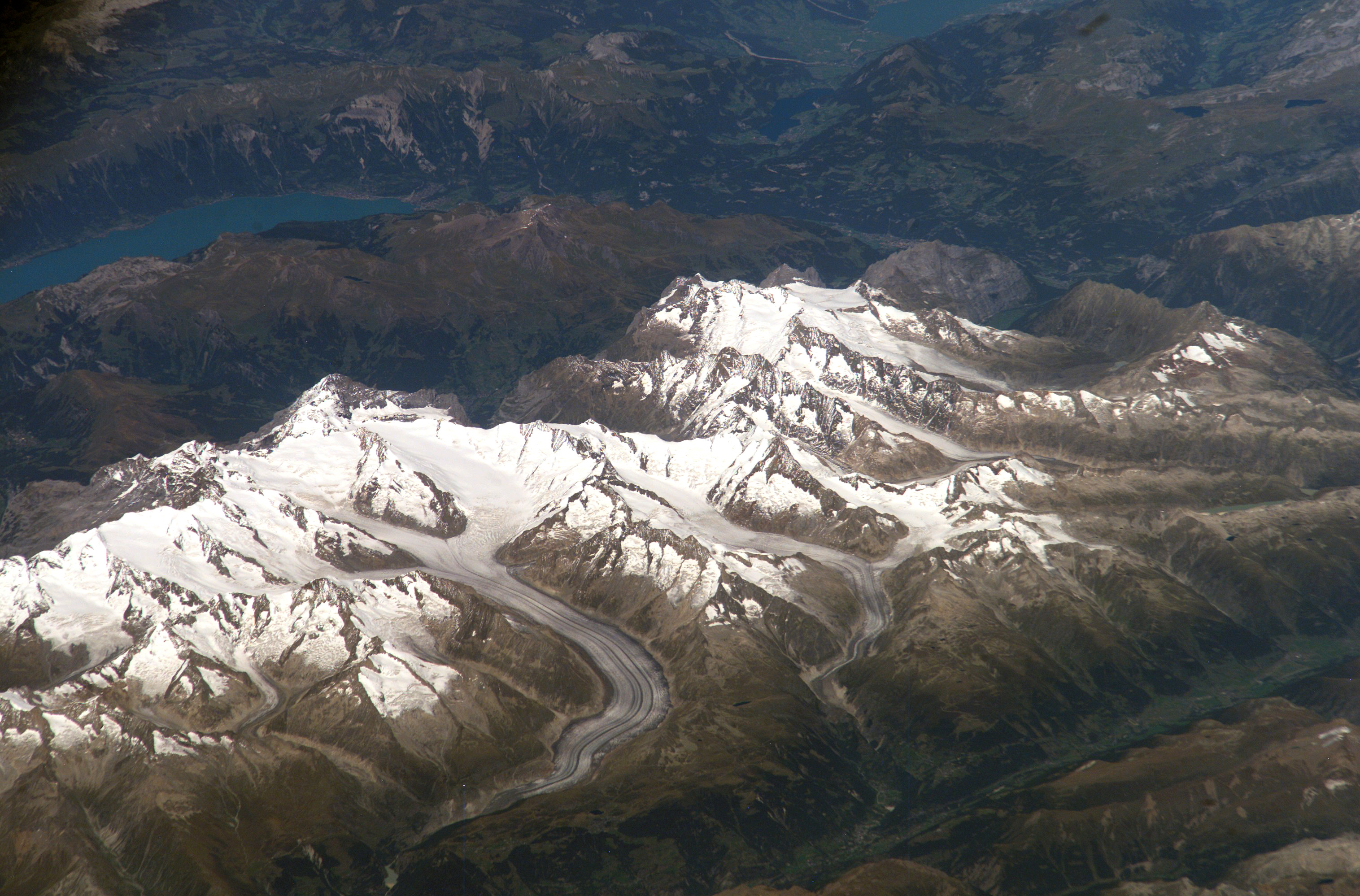
Область Юнгфрау-Алеч, вид из космоса
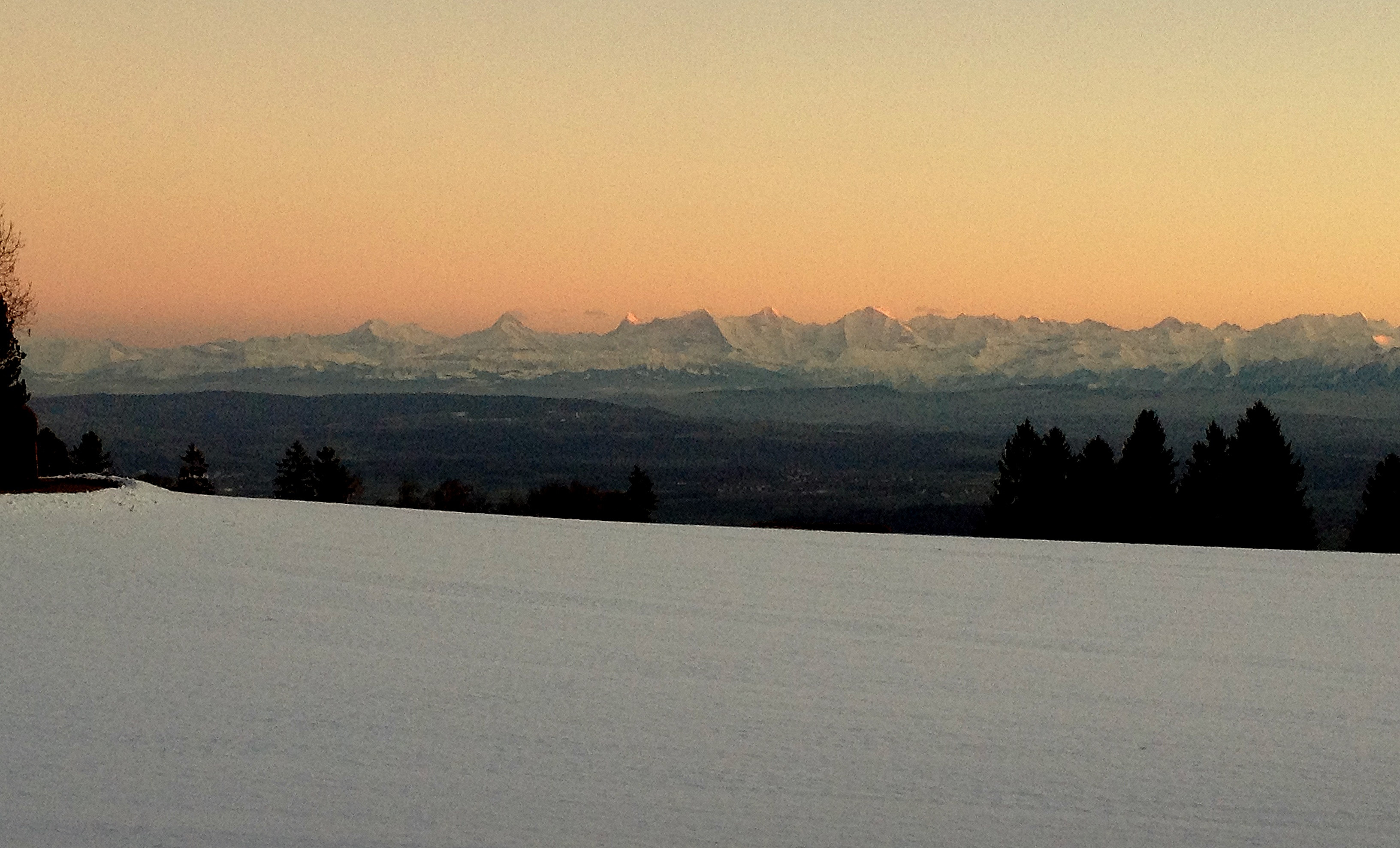
Вид из Бернской Юры (франкоязычная область)
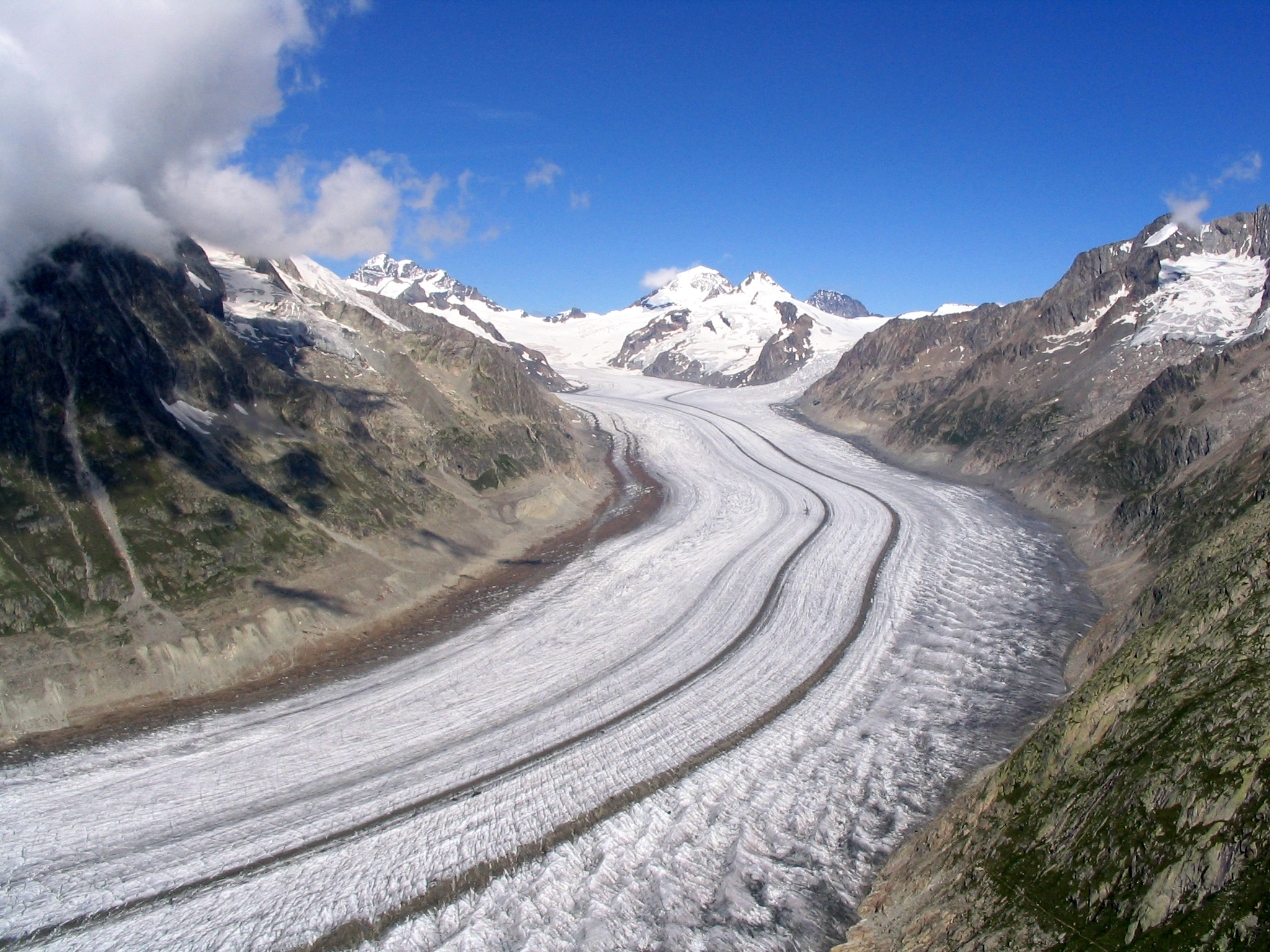
Большой Алечский ледник
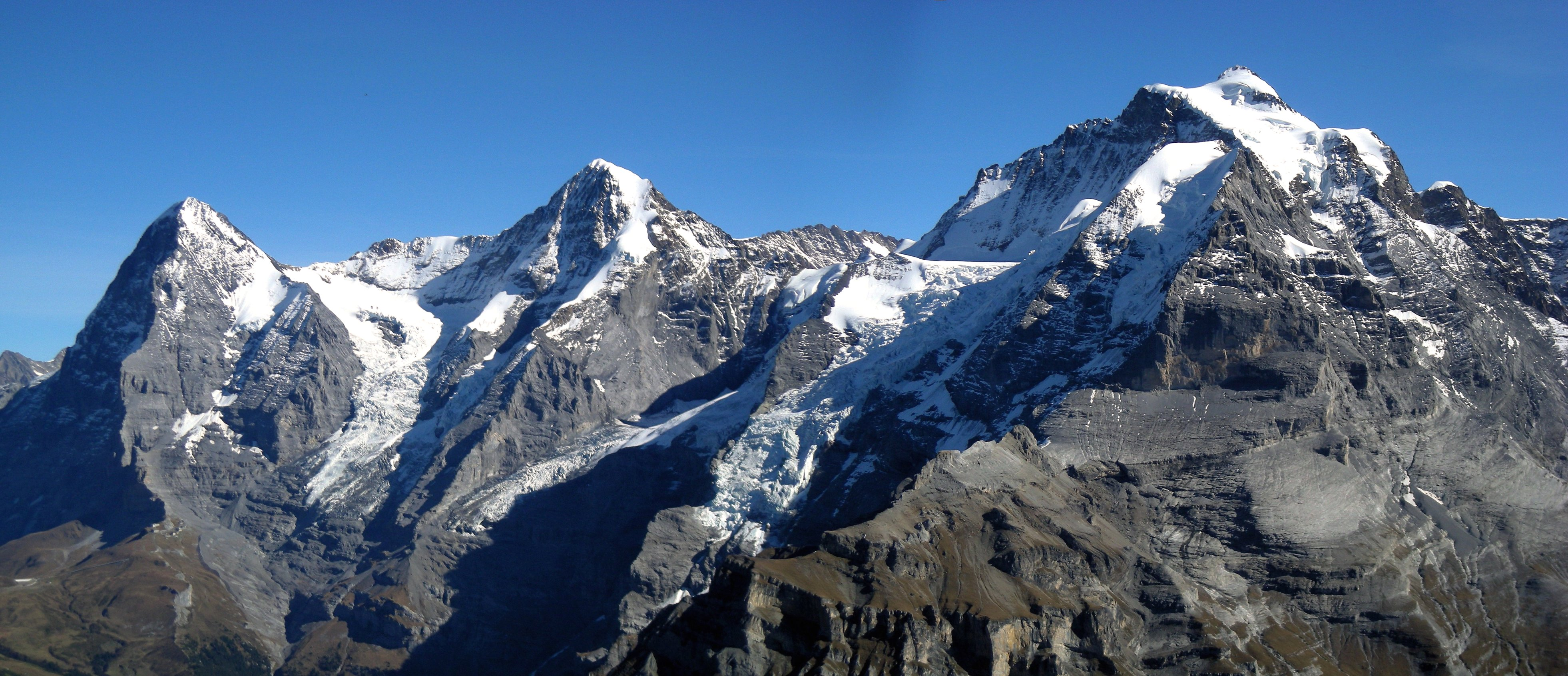
Эйгер, Мёнх, Юнгфрау